# Chambre mixte de la Cour de cassation française
Une "chambre mixte" est l'une des formations solennelles de la Cour de cassation, avec l'Assemblée plénière.
En France, la Cour de cassation peut se réunir en chambre mixte notamment lorsqu'une même question de droit a déjà abouti ou est susceptible d'aboutir à des solutions divergentes entre les différentes chambres (civiles, commerciale, sociale et/ou criminelle) ou encore lorsque l'affaire soulève une question de droit relevant des attributions de plusieurs chambres.
Une chambre mixte est par ailleurs obligatoirement convoquée en cas de partage égal des voix au sein d'une chambre. 
Sa convocation est faite par ordonnance non motivée du premier président, par décision de la chambre initialement saisie de l'affaire ou sur réquisitions du procureur général.
La chambre mixte présente une composition ad'hoc : elle comprend des magistrats d'au moins trois chambres différentes, celles dont les attributions sont en lien avec la question de droit faisant débat. C'est pourquoi on indique plus justement qu'un arrêt est rendu par "une" Chambre mixte plutôt que par "la" Chambre mixte. L'Assemblée plénière, pour sa part, comprend toujours des magistrats de chacune des six chambres de la Cour de cassation.
Ainsi, même si le cas n'est pas très fréquent, des divergences peuvent-elles apparaître entre les chambres de la Cour de cassation. Le cas survient notamment lorsque la jurisprudence relative à une question de droit n'est pas très aboutie et se trouve encore en cours d'élaboration. 
A titre d'exemple, une même question juridique relative au régime des contrats de vente pourra se rattacher à la fois aux attributions de la Première Chambre civile (pour les ventes de professionnels aux particuliers ou les ventes entre particuliers), à celles de la Troisième Chambre civile (pour les ventes immobilières) ou encore à celles de la Chambre commerciale (pour les ventes entre commerçants). Si la question de droit soulevée par l'affaire est susceptible d'appeler des solutions différentes entre ces trois chambres, une chambre mixte pourra être convoquée.
La réunion d'une Chambre mixte a alors pour objectif d'harmoniser et de fixer la jurisprudence sur une question précise. Les juridictions comme la doctrine attribuent généralement une forte autorité aux solutions juridiques qu'elle dégage.
A titre d'exemple, le célèbre arrêt "Cafés Jacques Vabre" du 24 mai 1975 a été prononcé par une chambre mixte afin d'harmoniser la position de la Cour sur la place des textes communautaires dans la hiérarchie des normes.
La chambre mixte est présidée par le premier président de la Cour de cassation. 